# Таборово
Та́борово — село в Красноармейском районе Приморского края. Входит в состав Рощинского сельского поселения.

## География
Село Таборово стоит на левом берегу реки Большая Уссурка.
Дорога к селу Таборово идёт на восток от села Новопокровка.
От села Таборово на восток автомобильная дорога идёт к сёлам Богуславец и Рощино.
Расстояние до районного центра Новопокровка около 14 км, расстояние до Рощино около 16 км.

## Население
| 2002 | 2010 |
| ---- | ---- |
| 113  | ↘77  |

## Улицы
В селе имеются три улицы: Речная, Снежная и Шкоды. 

## Экономика
Жители занимаются сельским хозяйством.